# Filip Taleski
Filip Taleski (født 28. marts 1996 i Krusevo) er en makedonsk håndboldspiller som spiller for Rhein-Neckar Löwen og det makedonske herrelandshold.